# Jacques Langlois de Bazillac
Jacques Langlois de Bazillac (Hanoï, 29 juillet 1912 - Paris, 9 novembre 1950) est un militaire français, Compagnon de la Libération par décret du 16 octobre 1945.

## Biographie

### Jeunesse et engagement
Fils d'un officier supérieur en poste en Indochine, Jacques Langlois de Bazillac naît le 29 juillet 1912 à Hanoï. Suivant les affectations de son père, il séjourne ensuite en Afrique et découvre la France pour la première fois en 1927. D'abord lycéen à Toulon, il étudie ensuite à Paris au Lycée Henri-IV, puis au Lycée Saint-Louis. En 1932, suivant les traces de son père, il entre à l'École spéciale militaire de Saint-Cyr. À sa sortie d'école, il est affecté au 8e régiment de tirailleurs sénégalais avec lequel il passe deux années en Abyssinie, puis deux autres en Afrique-Occidentale française, au bataillon de tirailleurs no 8. En mars 1939, muté au 3e bataillon de tirailleurs sénégalais, il est posté au Niger où il se trouve encore au début de la Seconde Guerre mondiale.

### Seconde Guerre mondiale
Après l'armistice du 22 juin 1940, Jacques Langlois de Bazillac décide de poursuivre la lutte. Quittant les colonies françaises, il se rend au Nigeria, alors colonie britannique. Rencontrant le colonel Leclerc en août au Cameroun, il participe au ralliement de ce pays à la France libre, puis prend part à la campagne du Gabon en novembre au sein du 1er régiment de tirailleurs du Cameroun. Il passe ensuite au Bataillon de marche no 1, puis est détaché quelque temps comme officier de liaison auprès des troupes britanniques à Kano, au Nigeria. Il est promu capitaine en septembre 1941 et reste au Nigeria jusqu'en décembre 1942. Il retrouve alors les troupes françaises et participe aux campagnes du Fezzan et de Tripolitaine en Libye. En juin 1943, il est muté au tout nouveau régiment de marche du Tchad où il prend le commandement de la 6e compagnie. Au sein de la 2e division blindée, le régiment est entraîné pendant plusieurs mois au Maroc en vue d'être débarqué en France. Transférés en Grande-Bretagne en mai 1944, Langlois de Bazillac et son unité débarquent en Normandie le mois d'août suivant.
En avant-garde de la 2e DB en route vers Paris, il libère la ville de Toussus-le-Noble et franchit la Bièvre le 24 août 1944 avant d'être blessé par des éclats de grenade à Jouy-en-Josas. Poursuivant vers l'Est, il parvient dans les Vosges le 12 septembre. Il s'illustre particulièrement le 1er novembre en s'emparant du village d'Herbéviller, faisant de nombreux prisonniers ennemis et maintenant sa position malgré un intense bombardement. Quelques jours plus tard, aux côtés du général Leclerc, il participe à la libération de Strasbourg. Le 4 janvier 1945, lors d'une mission de nuit, il est capturé par l'armée allemande et emprisonné en Allemagne. Parvenant à s'évader peu de temps après, il vit dans la clandestinité, puis parvient à rejoindre la 2e DB lorsque celle-ci arrive en Bavière en avril 1945.

### Après-guerre
Nommé aide de camp du général Leclerc, il suit ce dernier en Indochine, puis en Algérie. Après la mort de Leclerc en 1947, Langlois de Bazillac est promu chef de bataillon et est affecté à l'État-major particulier du secrétaire d'État à la guerre. Il est promu lieutenant-colonel en janvier 1949 et intègre l'École supérieure de guerre. Mais sa carrière est brutalement interrompue par la maladie. Il meurt le 9 novembre 1950 à Paris et est inhumé au cimetière des Batignolles.

## Décorations
|  |  |  |
|  |  |  |

| Officier de la Légion d'honneur                  | Officier de la Légion d'honneur                  | Compagnon de la Libération | Compagnon de la Libération | Croix de guerre 1939-1945                   | Croix de guerre 1939-1945                   |
| Médaille de la Résistance française Avec rosette | Médaille de la Résistance française Avec rosette | Médaille des évadés        | Médaille des évadés        | Croix de guerre 1939-1945 (Tchécoslovaquie) | Croix de guerre 1939-1945 (Tchécoslovaquie) |